# Teléfono Langosta
El Teléfono Langosta, también conocido como Teléfono Afrodisíaco, es una obra de arte surrealista de Salvador Dalí. Creada en 1936, fue realizada por encargo del poeta y coleccionista de arte surrealista Edward James, mecenas de Dalí durante gran parte de su carrera artística. Se trata de una de las obras más representativas del movimiento surrealista del siglo xx.

## Descripción
La obra está formada por un teléfono de disco y una langosta hecha de yeso colocada sobre él, cumpliendo la función del auricular o receptor. El teléfono es completamente funcional y cuatro de ellos fueron utilizados por Edward James en su vivienda vacacional. Dalí realizó un total de once Teléfonos Langosta, cuatro de color rojo y siete en blanco. Su tamaño aproximado es de 15 x 30 x 17 centímetros.
En el año 1935, Dalí fue contratado para la realización de una comisión para la revista American Weekly, que consistía en una serie de dibujos de sus impresiones de Nueva York. Uno de ellos tenía la descripción «SUEÑO DE NUEVA YORK - UN HOMBRE ENCUENTRA UNA LANGOSTA EN EL LUGAR DE UN TELÉFONO». Dalí contribuyó al Diccionario abreviado del surrealismo, de 1938, añadiendo una entrada llamada «TELÉPHONE APHRODISIAQUE», acompañada de un pequeño dibujo de un teléfono con una langosta rodeada de moscas como receptor.
Tanto las langostas como los teléfonos tenían fuertes connotaciones sexuales para el artista. Por ejemplo, Dalí creó una experiencia multimedia conocida como El sueño de Venus, en la que varios modelos desnudos llevaban ropa hecha de marisco fresco y cuyos genitales aparecían cubiertos por una langosta en los modelos femeninos. En su autobiografía, La vida secreta de Salvador Dalí, aparece un dibujo de un Teléfono Langosta con la siguiente descripción:

No entiendo por qué, cuando pido una langosta asada en un restaurante, nunca se me sirve un teléfono asado; no entiendo por qué el champán siempre se sirve frío mientras que, sin embargo, los teléfonos, que son a menudo excepcionalmente cálidos y desagradablemente pegajosos al tacto, no son servidos en cubos plateados con hielo triturado.

.

## Localización
Uno de estos teléfonos se halla en el museo de arte moderno Tate Modern, en Londres, donde se encuentra en exposición permanente abierta al público; el segundo se halla en el Museo Alemán de Telefonía (Deutsches Postmuseum), en Frankfurt; el tercero es propiedad de la fundación Edward James.
Además, existen ejemplares en la Galería Nacional de Australia, en el Museo Guggenheim, en Bilbao, y uno más fue adquirido a finales del 2018 por la Galería Nacional Escocesa de Arte Moderno, donde ahora forma parte de la galería principal.